# Florence Horsbrugh
Florence Gertrude Horsbrugh, baronowa Horsbrugh (ur. 13 października 1889, zm. 6 grudnia 1969) – brytyjska polityk, członkini Partii Konserwatywnej, minister w trzecim rządzie Winstona Churchilla.
Wykształcenie odebrała w Lansdowne House w Edynburgu, w St Hilda's w Folkestone oraz w Mills College w Californii. W 1931 r. została wybrana do Izby Gmin jako reprezentantka okręgu Dundee. Okręg ten reprezentowała do przegranych wyborów w 1945 r. Do parlamentu powróciła w 1950 r. jako reprezentantka okręgu Moss Side i reprezentowała go do 1959 r. Następnie otrzymała dożywotni tytuł parowski baronowej Horsbrugh i zasiadła w Izbie Lordów.
Jej pierwszym stanowiskiem w administracji rządowej był urząd parlamentarnego sekretarza w ministerstwie zdrowia, który objęła w 1939 r. i sprawowała do likwidacji rządu wojennego w 1945 r. W rządzie "dozorującym" w 1945 r. był parlamentarnym sekretarzem w ministerstwie żywności. Po powrocie konserwatystów do władzy w 1951 r. została ministrem edukacji. Od 1953 r. była członkiem gabinetu (jako trzecia kobieta w brytyjskiej historii i pierwsza, która była członkiem konserwatywnego gabinetu). Ze stanowiska ministra odeszła w 1954 r. W latach 1955–1960 była delegatem w Radzie Europy i Unii Zachodnioeuropejskiej.
W 1939 r. zgłosiła projekt ustawy o adopcji dzieci, który został uchwalony jako Adoption of Children Act. W 1920 r. otrzymała Order Imperium Brytyjskiego. W 1939 r. została odznaczona Krzyżem Kawalerskim tego Orderu, a w 1954 r. Krzyżem Wielkim. Od 1945 r. zasiadała w Tajnej Radzie.